# Serie B 1990-1991 (calcio femminile)
L'edizione 1990-1991 è stata la ventiduesima edizione del campionato di Serie B femminile italiana di calcio.

## Stagione

### Novità
Il Prato Sport è stato ammesso in Serie A a completamento organico.
Variazioni prima dell'inizio del campionato:
cambio di denominazione e sede:
- da "A.R.C.I. La Pulce" a "S.S. Ideal Club Incisa Femminile" di Incisa in Val d'Arno,
- da "A.C.F. Artglass Senigallia" di Senigallia ad "A.C.F. Artglass Ortezzano" di Ortezzano,
- da "A.C. Zama Moda Donna Dinamo Faenza" ad "A.C.F. Dinamo Faenza" di Faenza.

hanno rinunciato al campionato di Serie B (inattive):
- "A.C.F. Atletic Moncalieri" di Moncalieri (7ª nel girone A della Serie B non rinnova l'iscrizione),
- "A.C.F. Fiamma Riano" di Riano (promossa dalla Serie C non rinnova l'iscrizione),
- "A.S. Goriziana" di Gorizia (8ª nel girone A della Serie B non rinnova l'iscrizione),
- "A.C.F. S.Alessio S.A.M.P.I. Lucca" di Lucca (9ª nel girone A della Serie B non rinnova l'iscrizione),
- "A.C.F. Spinaceto VIII Graf 3" di Roma (4ª nel girone B della Serie B non rinnova l'iscrizione)).

società non avente diritto ammessa in Serie B:
- "A.C.F. Ambrosiana" di Milano (12ª nel girone A della Serie B e retrocessa in Serie C Regionale).

### Formula
Vi hanno partecipato 28 squadre divise in due gironi. La prima classificata di ognuno dei due gironi viene promossa in Serie A, mentre la terza squadra promossa è stata determinata da uno spareggio in campo neutro tra le seconde classificate. Le ultime tre classificate di ciascun girone vengono retrocesse nei rispettivi campionati regionale di Serie C.

## Girone A

### Squadre partecipanti
| Club                    | Città                 | Stagione 1989-1990                      |
| ----------------------- | --------------------- | --------------------------------------- |
| A.C.F. Ambrosiana       | Milano                | 12º posto in Serie B/A                  |
| A.C.F. Aurora Mombretto | Mombretto di Mediglia | 15º posto in Serie A                    |
| C.S.R. Azalee           | Gallarate             | 5º posto in Serie B/A                   |
| Bologna C.F.            | Bologna               | 1º posto in Serie C Emilia Romagna      |
| A.C.F. Dinamo Faenza    | Faenza                | 10º posto in Serie B/A                  |
| G.E.A.S. Sez. C.F.      | Sesto San Giovanni    | 3º posto in Serie B/A                   |
| A.C.S. Il Delfino       | Cagliari              | 16º posto in Serie A                    |
| F.C.F. Juventus         | Torino                | 6º posto in Serie B/A                   |
| A.C.F. Lugo             | Lugo                  | 3º posto in Serie B/A                   |
| A.F. Calcio Milan       | Milano                | 1º posto in Serie C Lombardia           |
| A.C.F. Pecetto          | Pecetto Torinese      | in Serie C Piemonte-Valle d'Aosta       |
| Pol. Real Torino        | Torino                | in Serie C Piemonte-Valle d'Aosta       |
| C.F. Endas Riva Club    | Riva del Garda        | 1º posto in Serie C Trentino-Alto Adige |
| A.C.F. Spinettese       | Spinetta Marengo      | 11º posto in Serie B/A                  |

### Classifica finale
|  | Pos. | Squadra          | Pt | G  | V  | N  | P  | GF | GS | DR  |
|  | ---- | ---------------- | -- | -- | -- | -- | -- | -- | -- | --- |
|  | 1.   | Aurora Mombretto | 38 | 26 | 15 | 8  | 3  | 47 | 14 | +33 |
|  | 2.   | FCF Juventus     | 37 | 26 | 17 | 3  | 6  | 72 | 35 | +37 |
|  | 3.   | G.E.A.S.         | 36 | 26 | 14 | 8  | 4  | 57 | 25 | +32 |
|  | 3.   | Azalee           | 36 | 26 | 13 | 10 | 3  | 54 | 24 | +30 |
|  | 3.   | Riva del Garda   | 36 | 26 | 16 | 4  | 6  | 53 | 28 | +25 |
|  | 6.   | Real Torino      | 35 | 26 | 15 | 5  | 6  | 62 | 30 | +32 |
|  | 7.   | ACF Milan        | 30 | 26 | 12 | 6  | 8  | 39 | 31 | +8  |
|  | 8.   | Lugo             | 26 | 26 | 11 | 4  | 11 | 33 | 28 | +5  |
|  | 9.   | Bologna CF       | 21 | 26 | 6  | 9  | 11 | 28 | 41 | -13 |
|  | 10.  | Spinettese       | 20 | 26 | 6  | 8  | 12 | 25 | 58 | -33 |
|  | 11.  | Il Delfino       | 17 | 26 | 6  | 5  | 15 | 22 | 42 | -20 |
|  | 12.  | Pecetto          | 16 | 26 | 4  | 8  | 14 | 22 | 53 | -31 |
|  | 13.  | Ambrosiana (-1)  | 9  | 26 | 2  | 6  | 18 | 17 | 66 | -49 |
|  | 14.  | Dinamo Faenza    | 6  | 26 | 2  | 2  | 22 | 12 | 68 | -56 |

Legenda:
      Promossa in Serie A
 Ammessa al play-off promozione
      Retrocessa in Serie C
Note:
Due punti a vittoria, uno a pareggio, zero a sconfitta.
L'Ambrosiana ha scontato 1 punto di penalizzazione per una rinuncia.

## Girone B

### Squadre partecipanti
| Club                              | Città                    | Stagione 1989-1990           |
| --------------------------------- | ------------------------ | ---------------------------- |
| A.S. Acireale                     | Acireale                 | 1º posto in Serie C Sicilia  |
| Arezzo C.F.                       | Arezzo                   | 9º posto in Serie B/B        |
| A.C.F. Artglass Ortezzano         | Ortezzano                | 14º posto in Serie B/B       |
| A.C.F. Caivano                    | Caivano                  | 1º posto in Serie C Campania |
| S.S. Fiamma Bari                  | Bari                     | 3º posto in Serie B/B        |
| A.S. Fiamma Roma                  | Roma                     | 8º posto in Serie B/B        |
| A.S. Futura Ciampino              | Ciampino                 | 11º posto in Serie B/B       |
| S.S. Ideal Club Incisa            | Incisa in Val d'Arno     | 1º posto in Serie C Toscana  |
| A.C.F. Libertas Vasto             | Vasto                    | 1º posto in Serie C Abruzzo  |
| A.C.F. Perugia                    | Perugia                  | 10º posto in Serie B/B       |
| Picenum C.F.                      | San Benedetto del Tronto | 1º posto in Serie C Marche   |
| A.C.F. Pistoiese                  | Pistoia                  | 5º posto in Serie B/B        |
| A.C.F. Porto Sant'Elpidio         | Porto Sant'Elpidio       | 7º posto in Serie B/B        |
| A.C.F. Salernitana Montella Domus | Salerno                  | 6º posto in Serie B/B        |

### Classifica finale
|  | Pos. | Squadra                 | Pt       | G  | V  | N  | P  | GF | GS | DR  |
|  | ---- | ----------------------- | -------- | -- | -- | -- | -- | -- | -- | --- |
|  | 1.   | Fiamma Bari             | 39       | 26 | 16 | 7  | 1  | 42 | 10 | +32 |
|  | 2.   | Acireale                | 37       | 26 | 15 | 7  | 2  | 34 | 13 | +21 |
|  | 3.   | Arezzo                  | 30       | 26 | 12 | 6  | 6  | 36 | 17 | +19 |
|  | 3.   | Pistoiese               | 30       | 26 | 12 | 6  | 6  | 29 | 21 | +8  |
|  | 5.   | Caivano                 | 29       | 26 | 11 | 7  | 6  | 28 | 19 | +9  |
|  | 6.   | ACF Perugia             | 26       | 26 | 9  | 8  | 7  | 30 | 24 | +6  |
|  | 7.   | Ideal Club Incisa       | 23       | 26 | 10 | 3  | 11 | 27 | 30 | -3  |
|  | 8.   | Libertas Vasto          | 21       | 26 | 5  | 11 | 8  | 20 | 28 | -8  |
|  | 9.   | Salernitana             | 20       | 26 | 5  | 10 | 9  | 19 | 31 | -12 |
|  | 10.  | Fiamma Roma             | 18       | 26 | 4  | 10 | 10 | 21 | 29 | -8  |
|  | 10.  | Picenum                 | 18       | 26 | 5  | 8  | 11 | 20 | 32 | -12 |
|  | 12.  | Porto Sant'Elpidio      | 11       | 26 | 3  | 5  | 16 | 25 | 45 | -20 |
|  | 13.  | Artglass Ortezzano (-1) | 9        | 26 | 3  | 4  | 17 | 17 | 49 | -32 |
|  | ---  | Futura Ciampino         | Ritirata | -- | -- | -- | -- | -- | -- | --  |

Legenda:
      Promossa in Serie A
 Ammessa al play-off promozione
      Retrocessa in Serie C
Note:
Due punti a vittoria, uno a pareggio, zero a sconfitta.
L'Artglass Ortezzano ha scontato 1 punto di penalizzazione per una rinuncia.
La Futura Ciampino si è ritirata dal campionato con lettera datata 15 marzo 1991 (prima della nona di ritorno).
L'Acireale e la Salernitana Montella Domus non si sono successivamente iscritte alla Serie B 1991-1992.
Il Porto Sant'Elpidio è stato successivamente ammesso in Serie B 1991-1992 a completamento organici.

## Spareggio promozione
Non essendo pari lo scambio promosse/retrocesse con la Serie A, per determinare la terza squadra promossa si disputò uno spareggio in campo neutro tra le seconde squadre classificate dei due gironi.
|              | Risultati |          | Luogo e data                         |
| ------------ | --------- | -------- | ------------------------------------ |
| FCF Juventus | 2 - 1     | Acireale | Stadio Flaminio, Roma, 5 maggio 1991 |
|              |           |          |                                      |

## Verdetti finali
- Aurora Mombretto, Fiamma Bari e Juventus promosse in Serie A.
- Pecetto, Ambrosiana, Dinamo Faenza, Porto Sant'Elpidio, Artglass Ortezzano e Futura Ciampino retrocesse nei rispettivi campionati regionali di Serie C.